# Bert Hana
Hubertus Wouter Marinus (Bert) Hana (Heerlen, 26 mei 1982) is een Nederlands acteur en theaterregisseur. Hij heeft geen toneelopleiding gevolgd maar is autodidact. 

## Biografie
Sinds 2009 regisseert en maakt Bert Hana voorstellingen waaronder De Rommel Hemel (2009) en Straatfantast II (2012) op het Over het IJ Festival. Zijn voorstellingen zijn door het veelvuldig gebruik van projectie erg visueel van aard. Zo maakte hij in 2009 de diavoorstelling Papadag, waarmee hij de Amsterdam Fringe Festival Award 2009 won. Vervolgens is de voorstelling nog in Praag, New York en op het national Arts Festival in Grahamstown te zien geweest. 
In 2013 ging in première zijn 'live documentaire' #Alleman op het IDFA. #Alleman was een hommage aan de iconische film Alleman van Bert Haanstra uit 1963. De 'live documentaire' #Alleman werd live gecreëerd in de filmhuizen met beelden afkomstig van Google Street View. De commentaartekst was afkomstig van Volkskrant-columniste Sylvia Witteman. Het televisieprogramma De Wereld Draait Door besteedde aandacht aan de voorstelling #Alleman.  
Als acteur was Bert Hana te zien in de korte film Suiker (2010) van Dennis van de Ven en regisseur Jeroen Annokkeé die in première ging op het Nederlands Film Festival. De film won verschillende internationale prijzen waaronder de publieksprijs op het Internationaal kortfilmfestival van Clermont-Ferrand (2010). 
Hana is sinds 2021 dagelijks te zien in de rol van Postbode Bert in het jeugdprogramma Zin In Zappelin van de AVROTROS. Daarnaast speelt hij de rol van Frans in de dramaserie Tenminste Houdbaar Tot en is te zien in de kinderfilm De piraten van hiernaast 1 & 2 in de rol van Meneer Daandels.
Naast zijn acteer- en regisseurswerk is Hana ook enige tijd als presentator verbonden geweest aan radiozender AmsterdamFM.

## Prijzen
- 2009 - Diorapthe Amsterdam Fringe Festival Award, Beste voorstelling voor Papadag
- 2015 - ShortCutz Amsterdam Annual Award, Beste Acteur voor 97%